# Wasyl Radyk
Wasyl Mychajłowycz Radyk, ukr. Василь Іванович Радик, węg. László Radik, ros. Василий Михайлович Радик, Wasilij Michajłowicz Radik (ur. 1913, Austro-Węgry, zm. po 1956, Ukraina) – ukraiński piłkarz, grający na pozycji obrońcy, trener piłkarski.

## Kariera piłkarska

### Kariera klubowa
Wychowanek Ruś Użhorod, w którym rozpoczął karierę piłkarza. W 1946 roku po reorganizacji Rusi został piłkarzem Spartaka Użhorod, w którym w 1947 zakończył karierę.

## Kariera trenerska
Karierę szkoleniowca rozpoczął w 1950. Do 1952 trenował Spartak Użhorod, a potem pracował jako asystent trenera klubu.

## Kariera sędziowska
Również sędziował mecze mistrzostw obwodu zakarpackiego.

## Sukcesy i odznaczenia

### Sukcesy piłkarskie
Ruś Użhorod
- mistrz Słowacji: 1933, 1936

Spartak Użhorod
- mistrz Ukraińskiej SRR: 1946

### Sukcesy trenerskie
Spartak Użhorod
- mistrz Ukraińskiej SRR: 1950
- zdobywca Pucharu Ukraińskiej SRR: 1950